# Штраус, Оскар Соломон
Оскар Соломон Штраус (англ. Oscar Solomon Straus), 23 декабря 1850 — 3 мая 1926) — американский политик, государственный секретарь США по торговле и труду при президенте Теодоре Рузвельте (1906—1909). Оскар Соломон Штраус — первый еврей в Кабинете США.
Позднее служил послом США в Турции 1909—1910 и был советником президента Вудро Вильсона.

## Семья
Оскар Соломон Штраус был младшим ребёнком в большой еврейской семье Штраус, которая жила в немецком городе Оттерберг, что находится в земле Рейнланд-Пфальц. Его отец — Лазарь Штраус (1809—1898), мать — Сара Штраус (1823—1876). Семья занималась посудной торговлей. Кроме Оскара в семье еще были сестра Эрмина Коэн (Штраус) (1846—1922) и братья Исидор Штраус (1845—1912) и Натан Штраус (1848—1931)